# 스티븐 므누신
스티븐 므누신(영어: Steven Mnuchin, 1962년 12월 21일 ~ )은 미국의 은행가, 영화 프로듀서이다. 골드만삭스 출신의 경제 경영 전문가로, 2016년 미국 대통령 선거 때 도널드 트럼프 공화당 후보 캠페인의 재무책임자로서 활동했다. 트럼프 행정부가 출범함에 따라 재무장관으로 임명되었다.
스티븐 므누신은 유대인 가정에서 태어났다. 므누신의 아버지인 로버트 E. 므누신은 골드만삭스에서 뼈가 굵은 금융 전문가로, 블록 트레이딩의 선구자로 알려져 있다. 므누신은 예일 대학교를 졸업한 후 1985년 아버지의 뒤를 이어 골드만삭스에 입사했다. 승진을 거쳐 최고정보책임자로 재직했다. 로이드 블랭크파인 골드만삭스 CEO는 므누신을 "매우 똑똑하며, 젊은 나이에 파트너가 된 야심가"로 평가했다.
2002년 므누신은 골드만삭스를 떠나 조지 소로스의 크레딧 펀드를 운영했다. 2004년 동료와 함께 듄 엔터테인먼트를 창립했는데, 이곳은 이후 랫팩-듄 엔터테인먼트로 성장하여 엑스맨 시리즈, 아바타 시리즈 등 영화 제작에도 관여했다. 2009년 파산한 모기지 업체 인디맥을 인수한 후 원웨스트뱅크로 바꾸었다. 2015년에는 원웨스트뱅크를 CIT 그룹에 매각하여 큰 수익을 올렸다. 재무장관 내정 당시에는 CIT의 대주주 이사진으로 재직했다.